# Porzana flaviventer
Porzana flaviventer е вид птица от семейство Rallidae.

## Разпространение
Видът е разпространен в Аржентина, Белиз, Боливия, Бразилия, Венецуела, Гватемала, Гвиана, Доминиканската република, Кайманови острови, Колумбия, Коста Рика, Куба, Мексико, Никарагуа, Панама, Парагвай, Пуерто Рико, Салвадор, Суринам, Тринидад и Тобаго, Уругвай, Френска Гвиана, Хаити и Ямайка.